# Alexandr Lvovič Dobrochotov
Alexandr Lvovič Dobrochotov (rusky: Алекса́ндр Льво́вич Доброхо́тов; * 8. září 1950 ve Lvově, Sovětský svaz) je ruský filosof, historik filosofie a vysokoškolský pedagog, otec Romana Dobrochotova.

## Životopis
V roce 1972 absolvoval filosofickou fakultu Moskevské státní univerzity a v roce 1975 dokončil aspiranturu, kde obhájil práci kandidáta filozofických věd na téma „Parmenidovo učení o bytí“ (rusky Учение Парменида о бытии). Titul doktora filosofických věd získal poté, když obhájil disertační práci Kategorie bytí v antické filozofii klasického období (rusky Категория бытия в античной философии классического периода). Do roku 2009 byl vedoucím Katedry dějin a teorie světové kultury na filosofické fakultě Lomonosovovy univerzity. V současné době pracuje jako profesor Katedry věd o kultuře (rusky кафедра наук о культуре) na Vysoké škole ekonomické.
V září[zdroj?] 2021 ruská policie provedla domovní prohlídku u prof. Dobrochotova a jeho manželky jako rodičů Romana Dobrochotova, kterého úřady zařadily na seznam takzvaných zahraničních agentů.